# Walter Devereux, 1. Baron Ferrers of Chartley

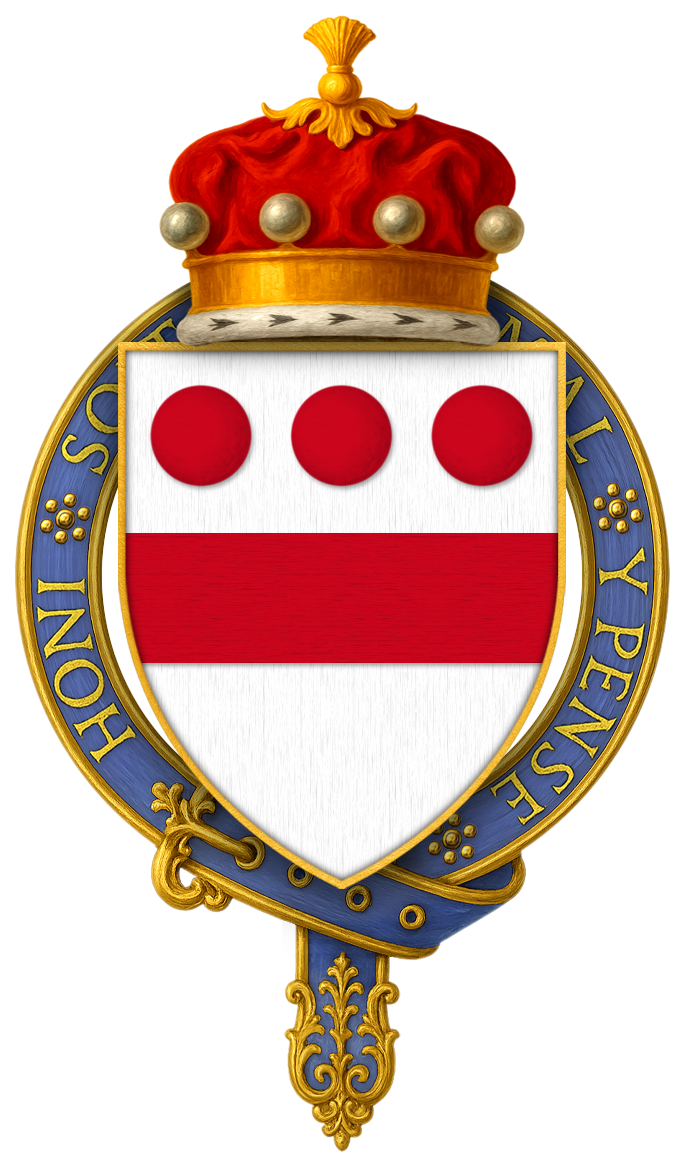
Wappen von Walter Devereux, 1. Baron Ferrers of Chartley

Walter Devereux, 1. Baron Ferrers of Chartley KG (de iure uxoris auch 8. Baron Ferrers of Chartley) (* um 1432; † 22. August 1485 bei Bosworth) war ein englischer Adliger und Militär. Während der Rosenkriege gehörte er zu den führenden Unterstützern des Hauses York.

## Herkunft und Jugend
Walter Deveraux war ein Sohn des Ritters Walter Devereux, Gutsherr von Bodenham und Weobley in Herefordshire, aus dessen Ehe mit Elizabeth Merbury († 1438). Sein namensgleicher Vater, mit dem er gelegentlich verwechselt wird, war durch das Erbe seines Schwiegervaters John Merbury zu einem reichen Landadligen aufgestiegen. Als Vasall von Richard von York stieg sein Vater zu einem von dessen wichtigsten Unterstützern und Vertrauten in den Welsh Marches auf. 1446 wurde der junge Walter mit Anne Ferrers (1438–1469) verheiratet, der jungen Tochter von William Ferrers, 7. Baron Ferrers of Chartley aus Staffordshire. Als einziges Kind wurde sie nach dem Tod ihres Vaters 1450 dessen Erbin. Ein Großteil des Ferrers-Erbes blieb bis zu deren Tod 1471 in der Verwaltung ihrer Mutter, doch bereits im März 1453 wurde seiner erst fünfzehnjährigen Frau die Verwaltung der Besitzungen in Lincolnshire übertragen.

## Unterstützer des Hauses York in den Rosenkriegen
Zu Beginn der Rosenkriege versuchte der junge Walter 1456, Streitigkeiten innerhalb der Bürgerschaft von Hereford auszunutzen, um die Stadt für die Yorkisten zu gewinnen, während sein Vater im Dienst von Richard von York eine Streitmacht nach Westwales führte. Als die Anhänger von König Heinrich VI. noch einmal die Herrschaft zurückgewannen, wurde Walter deshalb des Hochverrats beschuldigt. Nach dem Tod seines Vaters im April 1459 erbte Devereux dessen Güter in Herefordshire und Leicestershire. Er blieb weiterhin ein Unterstützer des Hauses York, wobei jedoch die Führung der Yorkisten in Herefordshire und Südostwales sein Schwager William Herbert übernahm. Devereux gehörte zu den Truppen von York, als dieser im Oktober 1459 bei Ludford Bridge von den Anhängern des Königs geschlagen wurde. Um sein Leben zu retten, unterwarf er sich dem König. Als Verräter wurde er während des Parlaments in Coventry angeklagt. Gegen eine Strafzahlung von 500 Mark erhielt er seine Besitzungen zurück und wurde im März 1460 begnadigt.
Als die Yorkisten jedoch die Lancastrianer in der Schlacht von Northampton schlagen konnten, Heinrich VI. gefangen nahmen und die Herrschaft übernahmen, schloss sich Devereux wieder öffentlich Richard von York an. Er wurde zum Friedensrichter von Herefordshire ernannt und vertrat zusammen mit William Herbert Herefordshire als Knight of the Shire während des Parlaments von 1460 bis 1461. Als Richard von York im Dezember 1460 getötet wurde, diente Devereux seiner Witwe Cecily als Verwalter ihrer Güter in Herefordshire. Vermutlich gehörte er schon zu der Armee, mit der Yorks Sohn Eduard Anfang Februar 1461 in der Schlacht von Mortimer’s Cross siegte. Spätestens am 3. März, als Eduard in Baynard’s Castle in London zum König ausgerufen wurde, gehörte er zu dessen Gefolge. Devereux kämpfte am 29. März 1461 in der Schlacht von Towton und wurde nach dem Sieg Eduards zum Knight Bachelor geschlagen. Am 26. Juli 1461 berief ihn der König durch Writ of Summons als Lord in das Parlament, wobei er den Titel Baron Ferrers of Chartley, den Titel seines Schwiegervaters führte. Es ist unklar, ob es sich hierbei um eine Berufung aus dem Recht seiner Gattin (iure uxoris als 8. Baron) oder um eine Neuverleihung des Titels (als 1. Baron) handelte. Der neue König belohnte ihn weiter, indem er ihm im Februar 1462 Ländereien in den Midlands und den Welsh Marches übergab, die besiegten Lancastrianern abgenommen worden waren.

## Aufstieg zum Vertrauten und Ratgeber von König EduardIV.
Zusammen mit seinem Schwager William Herbert sicherte Ferrers die Herrschaft des Königs in Wales und den Welsh Marches. Dabei eroberten sie im September 1461 Pembroke Castle, doch erst 1468 fiel Harlech Castle, die letzte Bastion der Lancastrianer in Wales. Bereits im Juni 1463 ernannte der König Ferrers lebenslang zum Constable von Aberystwyth Castle in Westwales. Im Februar 1462 vereitelte Devereux die Revolte des Earls of Oxford, und im selben Jahr begleitete er den König, als dieser nach Nordengland zog. Ferrers stieg zu einem der führenden Ratgeber des Königs auf. Als 1469 der Earl of Warwick und der Duke of Clarence gegen den König rebellierten und ihn zeitweise gefangen nahmen, blieb Ferrers auf der Seite des Königs. Nachdem William Herbert nach der Schlacht von Edgecote Moor von Warwick hingerichtet worden war, sicherte Ferrers im Herbst 1470 Südwales für den König. Bereits im Juli 1470 war er zum Sheriff von Caernarvonshire und zum lebenslangen Forstverwalter von Snowdon ernannt worden, und im November 1470 belohnte ihn der König, indem er ihm während der Minderjährigkeit des Duke of Buckingham die Verwaltung von dessen Herrschaften Brecon, Hay und Huntington übergab. Nach dem Tod Herberts hatte er seiner Schwester Anne, ihrer Familie und ihren Mündeln Henry Tudor und Henry Percy, 4. Earl of Northumberland Zuflucht in Weobley angeboten. Vermutlich blieb Henry Tudor bis zur Wiedereinsetzung von Heinrich VI. als König im Oktober 1470 in Weobley, ehe er seinem Onkel Jasper Tudor übergeben wurde. Henry Percy wurde dagegen in den Tower of London gebracht, ehe er auf Fürsprache von Ferrers freigelassen wurde, nachdem er Eduard IV. die Treue geschworen hatte.
Möglicherweise musste Ferrers nach der Wiedereinsetzung von Heinrich VI. 1470 mehrere Güter abgeben, die er seit 1462 von Eduard IV. bekommen hatte. Auch als Friedensrichter wurde er abgesetzt. Als sich Eduard IV. im April 1471 den Thron zurück erkämpfte, schloss sich Ferrers ihm wieder an. Er gehörte zu den Baronen, die am 3. Juli Prince Eduard als Thronfolger anerkannten. Danach beauftragte ihn der König, seine Herrschaft in Wales wiederherzustellen. Zusammen mit seinem Neffen William Herbert verfolgte er im August Jasper Tudor und Henry Tudor, bis er in Carmarthen erfuhr, dass die beiden nach Frankreich entkommen waren. Ferrers Unterstützung für König Eduard wurde vielfältig belohnt. Im September 1471 ernannte ihn der Duke of Clarence zum Verwalter der Herrschaft Elfael in den Welsh Marches, und 1472 wurde Ferrers in den Hosenbandorden aufgenommen. Dazu ernannte ihn der König am 20. Februar 1473 zum Erzieher und Ratgeber des Prince of Wales, womit Ferrers zahlreiche Ämter und Aufgaben in Wales übernahm. Im Juli 1475 nahm Ferrers an dem gescheiterten Frankreichfeldzug des Königs teil. Während des Parlaments Anfang 1478, das den Duke of Clarence verurteilte, nahm er Petitionen entgegen, und im September 1478 beauftragte ihn der König, Informationen über einen vermuteten Aufstand in Yorkshire nachzugehen. Dabei arbeitete er erneut mit Richard of Gloucester, dem jüngeren Bruder des Königs zusammen, den er bereits 1470 in Wales kennengelernt hatte. Der König dankte ihm, indem er ihm im Januar 1476 Besitzungen in Leicestershire übergab, die vom Earl of Oxford beschlagnahmt worden waren und die Ferrers dortige Besitzungen abrundeten.

## Unterstützer von RichardIII. und Tod bei Bosworth
Nach dem Tod von Eduard IV. nahm Ferrers im April 1483 an dessen Beisetzung in Windsor und im Juli an der Krönung von dessen Bruder Richard III. teil. Ob Ferrers die Thronbesteigung Richards und die Verdrängung von Eduards Söhnen, denen er Treue geschworen hatte, billigte, ist nicht bekannt. Als der Duke of Buckingham jedoch im Oktober 1483 gegen Richard rebellierte, wollte er auf Ferrers Gut Weobley Truppen sammeln. In einem Versteck in der Nähe von Weobley wurde Buckingham schließlich festgenommen, zum König gebracht und hingerichtet. Der König belohnte Ferrers mit einer jährlichen Pension von 100 Mark und übergab ihm im August 1484 zur lebenslangen Nutzung das Gut von Cheshunt in Hertfordshire, das zuvor Henry Tudor gehört hatte. Ferrers unterstützte weiter Richard III. und fiel in der Schlacht von Bosworth, in der er mit 20 Men-at-arms und 200 Bogenschützen den König unterstützt hatte. Der siegreiche Henry Tudor, der als Heinrich VII. neuer König geworden war, ließ ihn während seines ersten Parlaments im November postum wegen Hochverrats verurteilen, ächten und enteignen.

## Familie und Nachkommen
Aus seiner ersten Ehe mit Anne Ferrers hatte Ferrers mehrere Kinder, darunter:
- John Devereux, 9./2. Baron Ferrers of Chartley (um 1463–1501);
- Sir Richard Devereux;
- Sir Thomas Devereux;
- Elizabeth Devereux, ⚭ (1) Sir Richard Corbet, ⚭ (2) Sir Thomas Leighton;
- Sybil Devereux ⚭ Sir James Baskerville.

Nach dem Tod seiner ersten Frau 1469 heiratete Ferrers in zweiter Ehe 1482 Joan, die Witwe von Thomas Ilam. Seine Witwe heiratete nach seinem Tod den Waliser Thomas Vaughan. Ferrers Erbe wurde sein Sohn John, der 1486 die Besitzungen seiner Mutter zugesprochen erhielt, dazu 1489 das Erbe der Familien Devereux und Merbury und den Titel Baron Ferrers of Chartley.